# Giro di Turchia 2024
Il Giro di Turchia 2024, cinquantanovesima edizione della corsa, valevole come evento dell'UCI ProSeries 2024 categoria 2.Pro, si svolse in otto tappe dal 21 al 28 aprile 2024 su un percorso di 1 179,4 km, con partenza da Adalia e arrivo a Istanbul, in Turchia. La vittoria fu appannaggio dell'olandese Frank van den Broek, il quale completò il percorso in 25h53'09", precedendo l'eritreo Merhawi Kudus e il britannico Paul Double.

## Tappe
| Tappa  | Data      | Percorso            | km      | Vincitore di tappa        | Leader cl. generale  |
| ------ | --------- | ------------------- | ------- | ------------------------- | -------------------- |
| 1ª     | 21 aprile | Adalia > Adalia     | 134,7   | Fabio Jakobsen            | Fabio Jakobsen       |
| 2ª     | 22 aprile | Kemer > Kaş         | 190,6   | Max Kanter                | Henri Uhlig          |
| 3ª     | 23 aprile | Fethiye > Marmaris  | 147,4   | Giovanni Lonardi          | Giovanni Lonardi     |
| 4ª     | 24 aprile | Marmaris > Bodrum   | 137,9   | Tobias Lund Andresen      | Tobias Lund Andresen |
| 5ª     | 25 aprile | Bodrum > Kuşadası   | 177,9   | Tobias Lund Andresen      | Tobias Lund Andresen |
| 6ª     | 26 aprile | Kuşadası > Magnesia | 160,1   | Frank van den Broek       | Frank van den Broek  |
| 7ª     | 27 aprile | Smirne > Smirne     | 125,4   | Tobias Lund Andresen      | Frank van den Broek  |
| 8ª     | 28 aprile | Istanbul > Istanbul | 105,4   | neutralizzata per pioggia | Frank van den Broek  |
| Totale | Totale    | Totale              | 1 179,4 |                           |                      |

## Squadre e corridori partecipanti
| N.      | Cod. | Squadra                       |
| ------- | ---- | ----------------------------- |
| 1-7     | BOH  | Bora-Hansgrohe                |
| 11-17   | DFP  | Team DSM-Firmenich PostNL     |
| 21-26   | ADC  | Alpecin-Deceuninck            |
| 31-37   | AST  | Astana Qazaqstan Team         |
| 41-47   | Q36  | Q36.5 Pro Cycling Team        |
| 51-57   | CJR  | Caja Rural-Seguros RGA        |
| 61-67   | PTK  | Team Polti Kometa             |
| 71-77   | BBH  | Burgos-BH                     |
| 81-87   | VBF  | VF Group-Bardiani CSF-Faizanè |
| 91-97   | BWB  | Bingoal WB                    |
| 101-107 | COR  | Corratec Vini Fantini         |
| 111-117 | TDT  | TDT-Unibet                    |
| 121-127 | TNN  | Team Novo Nordisk             |

| N.      | Cod. | Squadra                          |
| ------- | ---- | -------------------------------- |
| 131-137 | TSG  | Terengganu Cycling Team          |
| 141-147 | CGC  | China Glory Continental CT       |
| 151-157 | TIS  | Tarteletto-Isorex                |
| 161-167 | BAI  | Bike AID                         |
| 171-177 | BGS  | Beykoz Belediyesi Spor Türkiye   |
| 181-186 | SVL  | Rembe Pro Cycling Team Sauerland |
| 191-197 | SBB  | Sakarya BB Pro Team              |
| 201-207 | KIN  | Kinan Racing Team                |
| 211-216 | ADR  | Adria Mobil                      |
| 221-227 | MSP  | Mazowsze Serce Polski            |
| 231-237 | STC  | Spor Toto Cycling Team           |
| 241-247 | KBB  | Konya Büyükşehir Belediyespor    |

## Dettagli delle tappe

### 1ª tappa
- 21 aprile: Adalia > Adalia – 134,7 km

Risultati
| Pos. | Corridore      | Squadra | Tempo    |
| ---- | -------------- | ------- | -------- |
| 1    | Fabio Jakobsen | DSM     | 2h56'14" |
| 2    | Sasha Weemaes  | Bingoal | s.t.     |
| 3    | Simon Dehairs  | Alpecin | s.t.     |

| Pos. | Corridore      | Squadra | Tempo    |
| ---- | -------------- | ------- | -------- |
| 1    | Fabio Jakobsen | DSM     | 2h56'04" |
| 2    | Sasha Weemaes  | Bingoal | a 4"     |
| 3    | Simon Dehairs  | Alpecin | a 6"     |

### 2ª tappa
- 22 aprile: Kemer > Kaş – 190,6 km

Risultati
| Pos. | Corridore        | Squadra | Tempo    |
| ---- | ---------------- | ------- | -------- |
| 1    | Max Kanter       | Astana  | 4h43'16" |
| 2    | Henri Uhlig      | Alpecin | s.t.     |
| 3    | T. Lund Andresen | DSM     | s.t.     |

| Pos. | Corridore        | Squadra      | Tempo    |
| ---- | ---------------- | ------------ | -------- |
| 1    | Henri Uhlig      | Alpecin      | 7h39'24" |
| 2    | T. Lund Andresen | DSM          | a 2"     |
| 3    | David Lozano     | Novo Nordisk | a 3"     |

### 3ª tappa
- 23 aprile: Fethiye > Marmaris – 147,4 km

Risultati
| Pos. | Corridore         | Squadra  | Tempo    |
| ---- | ----------------- | -------- | -------- |
| 1    | Giovanni Lonardi  | Polti    | 3h24'57" |
| 2    | Enrico Zanoncello | Bardiani | s.t.     |
| 3    | Max Kanter        | Astana   | s.t.     |

| Pos. | Corridore         | Squadra  | Tempo     |
| ---- | ----------------- | -------- | --------- |
| 1    | Giovanni Lonardi  | Polti    | 11h04'17" |
| 2    | Enrico Zanoncello | Bardiani | a 4"      |
| 3    | Henri Uhlig       | Alpecin  | s.t.      |

### 4ª tappa
- 24 aprile: Marmaris > Bodrum – 137,9 km

Risultati
| Pos. | Corridore        | Squadra | Tempo    |
| ---- | ---------------- | ------- | -------- |
| 1    | T. Lund Andresen | DSM     | 3h29'42" |
| 2    | Danny van Poppel | Bora    | s.t.     |
| 3    | Henri Uhlig      | Alpecin | s.t.     |

| Pos. | Corridore        | Squadra | Tempo     |
| ---- | ---------------- | ------- | --------- |
| 1    | T. Lund Andresen | DSM     | 14h33'55" |
| 2    | Giovanni Lonardi | Polti   | a 4"      |
| 3    | Henri Uhlig      | Alpecin | s.t.      |

### 5ª tappa
- 25 aprile: Bodrum > Kuşadası – 177,9 km

Risultati
| Pos. | Corridore        | Squadra    | Tempo    |
| ---- | ---------------- | ---------- | -------- |
| 1    | T. Lund Andresen | DSM        | 4h18'12" |
| 2    | Fabio Jakobsen   | DSM        | s.t.     |
| 3    | Iúri Leitão      | Caja Rural | s.t.     |

| Pos. | Corridore        | Squadra | Tempo     |
| ---- | ---------------- | ------- | --------- |
| 1    | T. Lund Andresen | DSM     | 18h51'57" |
| 2    | Giovanni Lonardi | Polti   | a 14"     |
| 3    | Henri Uhlig      | Alpecin | s.t.      |

### 6ª tappa
- 26 aprile: Kuşadası > Magnesia – 160,1 km

Risultati
| Pos. | Corridore           | Squadra    | Tempo    |
| ---- | ------------------- | ---------- | -------- |
| 1    | Frank van den Broek | DSM        | 4h10'00" |
| 2    | Merhawi Kudus       | Terengganu | s.t.     |
| 3    | Paul Double         | Polti      | a 3"     |

| Pos. | Corridore        | Squadra    | Tempo     |
| ---- | ---------------- | ---------- | --------- |
| 1    | F. van den Broek | DSM        | 23h02'11" |
| 2    | Merhawi Kudus    | Terengganu | a 4"      |
| 3    | Paul Double      | Polti      | a 9"      |

### 7ª tappa
- 27 aprile: Smirne > Smirne – 125,4 km

Risultati
| Pos. | Corridore        | Squadra    | Tempo    |
| ---- | ---------------- | ---------- | -------- |
| 1    | T. Lund Andresen | DSM        | 2h50'58" |
| 2    | Timothy Dupont   | Tarteletto | s.t.     |
| 3    | Manuel Peñalver  | Polti      | s.t.     |

| Pos. | Corridore        | Squadra    | Tempo     |
| ---- | ---------------- | ---------- | --------- |
| 1    | F. van den Broek | DSM        | 25h53'09" |
| 2    | Merhawi Kudus    | Terengganu | a 4"      |
| 3    | Paul Double      | Polti      | a 9"      |

### 8ª tappa
- 28 aprile: Istanbul > Istanbul – 105,4 km

tappa neutralizzata per pioggia
| Pos. | Corridore        | Squadra    | Tempo     |
| ---- | ---------------- | ---------- | --------- |
| 1    | F. van den Broek | DSM        | 25h53'09" |
| 2    | Merhawi Kudus    | Terengganu | a 4"      |
| 3    | Paul Double      | Polti      | a 9"      |

## Evoluzione delle classifiche
| Tappa              | Vincitore                 | Classifica generale Maglia turchese | Classifica a punti Maglia verde | Classifica scalatori Maglia rossa | Bellezze turche Classifica sprint intermedi Maglia bianca | Classifica a squadre          |
| ------------------ | ------------------------- | ----------------------------------- | ------------------------------- | --------------------------------- | --------------------------------------------------------- | ----------------------------- |
| 1ª                 | Fabio Jakobsen            | Fabio Jakobsen                      | Fabio Jakobsen                  | Michał Pomorski                   | Vinzent Dorn                                              | Alpecin-Deceuninck            |
| 2ª                 | Max Kanter                | Henri Uhlig                         | Giovanni Lonardi                | Samet Bulut                       | Vinzent Dorn                                              | Q36.5 Pro Cycling Team        |
| 3ª                 | Giovanni Lonardi          | Giovanni Lonardi                    | Giovanni Lonardi                | Samet Bulut                       | Vinzent Dorn                                              | VF Group-Bardiani CSF-Faizanè |
| 4ª                 | Tobias Lund Andresen      | Tobias Lund Andresen                | Giovanni Lonardi                | Vinzent Dorn                      | Vinzent Dorn                                              | Astana Qazaqstan Team         |
| 5ª                 | Tobias Lund Andresen      | Tobias Lund Andresen                | Giovanni Lonardi                | Vinzent Dorn                      | Vinzent Dorn                                              | Astana Qazaqstan Team         |
| 6ª                 | Frank van den Broek       | Frank van den Broek                 | Giovanni Lonardi                | Vinzent Dorn                      | Vinzent Dorn                                              | Q36.5 Pro Cycling Team        |
| 7ª                 | Tobias Lund Andresen      | Frank van den Broek                 | Tobias Lund Andresen            | Vinzent Dorn                      | Vinzent Dorn                                              | Q36.5 Pro Cycling Team        |
| 8ª                 | neutralizzata per pioggia | Frank van den Broek                 | Tobias Lund Andresen            | Vinzent Dorn                      | Vinzent Dorn                                              | Q36.5 Pro Cycling Team        |
| Classifiche finali | Classifiche finali        | Frank van den Broek                 | Tobias Lund Andresen            | Vinzent Dorn                      | Vinzent Dorn                                              | Q36.5 Pro Cycling Team        |

Maglie indossate da altri ciclisti in caso di due o più maglie vinte
- Nella 2ª tappa Sasha Weemaes ha indossato la maglia verde al posto di Fabio Jakobsen.
- Nella 4ª tappa Max Kanter ha indossato la maglia verde al posto di Giovanni Lonardi.
- Dalla 5ª all'8ª tappa Konrad Czabok ha indossato la maglia bianca al posto di Vinzent Dorn.

## Classifiche finali

### Classifica generale - Maglia turchese
| Pos. | Corridore           | Squadra    | Tempo     |
| ---- | ------------------- | ---------- | --------- |
| 1    | F. van den Broek    | DSM        | 25h53'09" |
| 2    | Merhawi Kudus       | Terengganu | a 4"      |
| 3    | Paul Double         | Polti      | a 9"      |
| 4    | Metkel Eyob         | Terengganu | a 24"     |
| 5    | Harold Martín López | Astana     | s.t.      |
| 6    | Lander Loockx       | TDT-Unibet | a 26"     |
| 7    | Alexander Hajek     | Bora       | s.t.      |
| 8    | Mario Aparicio      | Burgos-BH  | s.t.      |
| 9    | Carl Fredrik Hagen  | Q36.5      | s.t.      |
| 10   | Victor Langellotti  | Burgos-BH  | a 44"     |

### Classifica a punti - Maglia verde
| Pos. | Corridore        | Squadra | Punti |
| ---- | ---------------- | ------- | ----- |
| 1    | T. Lund Andresen | DSM     | 58    |
| 2    | Giovanni Lonardi | Polti   | 48    |
| 3    | Fabio Jakobsen   | DSM     | 44    |
| 4    | Max Kanter       | Astana  | 38    |
| 5    | Henri Uhlig      | Alpecin | 37    |

### Classifica scalatori - Maglia rossa
| Pos. | Corridore           | Squadra  | Punti |
| ---- | ------------------- | -------- | ----- |
| 1    | Vinzent Dorn        | Bike AID | 15    |
| 2    | Frank van den Broek | DSM      | 8     |
| 3    | Samet Bulut         | Beykoz   | 7     |
| 4    | Oliver Mattheis     | Bike AID | 6     |
| 5    | James Whelan        | Q36.5    | 6     |

### Classifica sprint intermedi - Maglia bianca
| Pos. | Corridore       | Squadra  | Punti |
| ---- | --------------- | -------- | ----- |
| 1    | Vinzent Dorn    | Bike AID | 16    |
| 2    | Konrad Czabok   | Mazowsze | 10    |
| 3    | James Whelan    | Q36.5    | 6     |
| 4    | Natnael Berhane | Beykoz   | 5     |
| 5    | Feritcan Şamlı  | Spor     | 5     |

### Classifica a squadre
| Pos. | Squadra                       | Tempo     |
| ---- | ----------------------------- | --------- |
| 1    | Q36.5 Pro Cycling Team        | 77h41'09" |
| 2    | Terengganu Cycling Team       | a 9"      |
| 3    | VF Group-Bardiani CSF-Faizanè | a 26"     |
| 4    | Astana Qazaqstan Team         | a 29"     |
| 5    | Burgos-BH                     | a 33"     |